# Makumba
Makumba è un singolo dei cantanti italiani Noemi e Carl Brave,  pubblicato il 4 giugno 2021 come unico estratto dalla riedizione del sesto album in studio di Noemi Metamorfosi.

## Descrizione
Scritto da Carl Brave, Massimiliano Turi e Mattia Fettina, il brano, che ha visto la partecipazione vocale dello stesso Carl Brave, racconta di una relazione conclusa tra due amanti che, nonostante la fine della loro storia, continuano a ricordarsi con nostalgia, a dispetto di tutti coloro da cui sono invidiati, verso i quali viene scaramanticamente rivolta una macumba.
 

A proposito della canzone, composta in chiave La maggiore con un tempo di 140 battiti per minuto, Noemi ha affermato:

## Video musicale
Il video musicale, diretto da Simone Rovellini e girato sulla spiaggia di Marina di Ginosa, è stato pubblicato il 17 giugno 2021 attraverso il canale YouTube della cantante.

## Tracce
Testi di Carlo Coraggio, musiche di Carlo Coraggio, Massimiliano Turi e Mattia Fettina.
1. Makumba – 3:37

## Successo commerciale
Dopo aver debuttato solamente alla 64ª posizione della Top Singoli, Makumba ha scalato la classifica fino a raggiungere, a partire dalla settima settimana dalla pubblicazione, il quarto posto, che ha mantenuto per cinque settimane consecutive. Con ventiquattro settimane di permanenza consecutive in classifica e oltre 210 000 copie vendute, certificate con tre dischi di platino, il singolo si è rivelato uno dei tormentoni estivi dell'anno.
Il 10 settembre 2021 i due artisti sono stati premiati con il SEAT Music Award per le vendite del singolo, in occasione della quindicesima edizione della manifestazione musicale tenutasi all'Arena di Verona.

## Classifiche

### Classifiche settimanali
| Classifica (2021) | Posizione massima |
| ----------------- | ----------------- |
| Italia            | 4                 |

### Classifiche di fine anno
| Classifica (2021) | Posizione |
| ----------------- | --------- |
| Italia            | 18        |